# Carbonzuurhydrazide

Algemene structuurformule van een carbonzuurhydrazide.

De carbonzuurhydraziden vormen een klasse organische verbindingen die kunnen opgevat worden als stikstofderivaten van een carbonzuur, met als algemene brutoformule R-CO-NR1-NR2R3. Hierbij stellen de R-groepen een alkyl- of arylgroep voor. 

## Synthese
Carbonzuurhydraziden kunnen bereid worden door reactie van het overeenkomstige zuurchloride met hydrazine of een hydrazinederivaat. Een alternatieve methode is de reductie van N-nitroso-carbonzuuramiden.

## Eigenschappen en reacties
Carbonzuurhydraziden zijn overwegend stabiele verbindingen. Het zijn isoleerbare vaste stoffen die vaak in de geneesmiddelenindustrie worden gebruikt. Ze dienen als intermediair bij de synthese van heterocyclische verbindingen of van carbonzuuraziden.